# Dan Fogelman
Dan Fogelman (River Vale, New Jersey; 1976. február 19. –) amerikai producer, forgatókönyvíró és filmrendező.
Forgatókönyves munkái közé tartozik a Verdák (2006), az Aranyhaj és a nagy gubanc (2010) és az Őrült, dilis, szerelem (2011) című film. Filmrendezőként 2015-ben debütált a Danny Collins című filmmel, majd 2018-as rendezése volt Az élet maga. 
Ő alkotta meg a Szomszédok az űrből (2012–2014), a Galavant (2015–2016), a Rólunk szól (2016–) és A legnagyobb dobás (2016–2017) című televíziós sorozatokat.

## Filmográfia

### Film
| Év   | Magyar cím                            | Eredeti cím                    | Feladatkör | Feladatkör | Feladatkör | Megjegyzések                                         |
| Év   | Magyar cím                            | Eredeti cím                    | Rendező    | Író        | Producer   | Megjegyzések                                         |
| ---- | ------------------------------------- | ------------------------------ | ---------- | ---------- | ---------- | ---------------------------------------------------- |
| 2003 |                                       | Shit Happens                   | Igen       | Igen       | Nem        | rövidfilm                                            |
| 2006 | Verdák                                | Cars                           | Nem        | Igen       | Nem        |                                                      |
| 2007 | Télbratyó                             | Fred Claus                     | Nem        | Igen       | Nem        |                                                      |
| 2008 | Volt                                  | Bolt                           | Nem        | Igen       | Nem        | - Billy szinkronhangja - magyar hangja Kassai Károly |
| 2010 | Aranyhaj és a nagy gubanc             | Tangled                        | Nem        | Igen       | Nem        |                                                      |
| 2011 | Verdák 2.                             | Cars 2                         | Nem        | Sztori     | Nem        |                                                      |
| 2011 | Őrült, dilis, szerelem                | Crazy, Stupid, Love            | Nem        | Igen       | Nem        |                                                      |
| 2012 | Szeka-túra                            | The Guilt Trip                 | Nem        | Igen       | Vezető     |                                                      |
| 2013 | Last Vegas                            | Last Vegas                     | Nem        | Igen       | Nem        |                                                      |
| 2015 | Én, Earl és a csaj, aki meg fog halni | Me and Earl and the Dying Girl | Nem        | Nem        | Igen       |                                                      |
| 2015 | Danny Collins                         | Danny Collins                  | Igen       | Igen       | Nem        |                                                      |
| 2018 | Az élet maga                          | Life Itself                    | Igen       | Igen       | Igen       |                                                      |

### Televízió
| Év        | Magyar cím          | Eredeti cím                  | Feladatkör | Feladatkör      | Feladatkör | Megjegyzések             |
| Év        | Magyar cím          | Eredeti cím                  | Rendező    | Vezető producer | Megalkotó  | Megjegyzések             |
| --------- | ------------------- | ---------------------------- | ---------- | --------------- | ---------- | ------------------------ |
| 2003–2004 |                     | Like Family                  | Igen       | Igen            | Igen       | forgatókönyv (1 epizód)  |
| 2006      |                     | The 12th Man                 | Igen       | Igen            | Nem        | tévéfilm                 |
| 2007      |                     | Lipshitz Saves the World     | Igen       | Igen            | Nem        | eladatlan próbaepizód    |
| 2012–2014 | Szomszédok az űrből | The Neighbors                | Igen       | Igen            | Igen       | forgatókönyv (8 epizód)  |
| 2015      |                     | The King of 7B               | Igen       | Igen            | Nem        | tévéfilm                 |
| 2015–2016 |                     | Galavant                     | Igen       | Igen            | Igen       | forgatókönyv (4 epizód)  |
| 2015–2016 | Apa, fia, unokája   | Grandfathered                | Igen       | Igen            | Nem        | forgatókönyv (2 epizód)  |
| 2016      | A legnagyobb dobás  | Pitch                        | Igen       | Igen            | Igen       | forgatókönyv (3 epizód)  |
| 2016–2022 | Rólunk szól         | This Is Us                   | Igen       | Igen            | Igen       | forgatókönyv (13 epizód) |
| 2021–     | Gyilkos a házban    | Only Murders in the Building | Nem        | Igen            | Nem        | 40 epizód                |
| 2025      |                     | Paradise                     | Igen       | Igen            | Igen       | forgatókönyvíró          |

## Fordítás
- Ez a szócikk részben vagy egészben  a   Dan Fogelman című angol Wikipédia-szócikk fordításán alapul.  Az eredeti cikk szerkesztőit annak laptörténete sorolja fel. Ez a jelzés csupán a megfogalmazás eredetét és a szerzői jogokat jelzi, nem szolgál a cikkben szereplő információk forrásmegjelöléseként.